# Can Guinard (Tiana)
Can Guinard és una masia de Tiana (Maresme) protegida com a bé cultural d'interès local.

## Descripció
És un edifici civil; es tracta d'una masia l'alçat de la qual es compon per planta baixa, pi i unes golfes que ocupen el cos central, més elevat i cobert amb una teulada amb dos vessants i carener perpendicular a la façana. La seva planta és de tipus basilical.
Destaca, especialment, perquè conserva la gran porta adovellada amb arc de mig punt, així com tots els llindars, les llindes i brancals de les obertures, realitzades amb pedra. De la mateixa manera resulta molt interessant el porxo que hi ha sota la teulada, amb un seguit de set arcs de mig punt. Sobresurt també el voladís de la teulada amb diverses fileres de teules i maons.

## Història
La masia ha estat restaurada i s'ha eliminat un matacà que cobria un dels arcs de la part superior, i que coincidia amb l'eix de la portada principal.